# Radio Swiss Jazz

Logo im Jahr 2008

Radio Swiss Jazz ist ein Musiksender von Swiss Satellite Radio, einer Sparte der SRG SSR, der öffentlich-rechtlichen Rundfunkanstalt der Schweiz. Das Programm erreicht in der gesamten Schweiz täglich rund 62'000 Menschen. Schwesterprogramme von Radio Swiss Jazz sind Radio Swiss Pop und Radio Swiss Classic.

## Geschichte
Der Sender startete am 1. September 1998 in Bern als Wort- und Musikkanal unter dem Namen Swiss Culture & Jazz. Er entstand aus dem englischsprachigen Programm Channel1, das über den eingestellten Telefonrundspruch und für kurze Zeit bis zum Start von Swiss Culture & Jazz über Astra Digital Radio verbreitet wurde. Im Jahr 2001 wurde er auf 100 Prozent Musik umgestellt und läuft seither unter dem Namen Radio Swiss Jazz.
Im Sommer 2005 wurde der Sender mit der «Goldenen JAP-Note» für seine Verdienste um den Jazz und insbesondere für seinen Einsatz für die Schweizer Jazzszene geehrt. 
Gemeinsam mit dem Festival JazzAscona vergibt der Sender jährlich den Swiss Jazz Award.

## Musikprogramm
Das Programm von Radio Swiss Jazz ist ein Mix aus Jazz (etwa 70 Prozent), Soul und Blues – Musikstile, die ihre Wurzeln in der afroamerikanischen Musik haben. Der Anteil der Schweizer Musik beträgt durchschnittlich 50 Prozent. Das Programm ist werbefrei.
Täglich zwischen 11 und 14 Uhr werden nur Schweizer Jazzsongs gespielt. Am Abend zwischen 19 und 22 Uhr spielt der Sender klassischen Jazz.

## Empfang
Der Sender wird weltweit über Internet und europaweit im digitalen DVB-S-Format über Eutelsat verbreitet. In der Schweiz ist Radio Swiss Jazz terrestrisch über DAB (Digital Audio Broadcasting) und über Kabel auf UKW zu empfangen. In Südtirol wird Radio Swiss Jazz von der Rundfunk-Anstalt Südtirol im Standard DAB+ ausgestrahlt.

## Hörerzahlen
Radio Swiss Jazz erreicht in der gesamten Schweiz täglich 62'090 Menschen (Mediapulse, Zahlen für das 1. Semester 2021). Die durchschnittliche Hördauer beträgt rund 42 Minuten.
|                            | Deutschschweiz | Romandie   | Italienische Schweiz |
| -------------------------- | -------------- | ---------- | -------------------- |
| Anzahl Hörer               | 35'830         | 21'830     | 4'430                |
| Durchschnittliche Hördauer | 44 Minuten     | 49 Minuten | 35 Minuten           |